# Myriopteris chipinquensis
Myriopteris chipinquensis är en kantbräkenväxtart som först beskrevs av Knobloch och Lellinger, och fick sitt nu gällande namn av Grusz och Windham. Myriopteris chipinquensis ingår i släktet Myriopteris och familjen Pteridaceae. Inga underarter finns listade.